# Robert Jiménez
Robert Jiménez (Bogotá, 16 de mayo de 1991) es un futbolista colombiano. Juega de defensa central y su equipo actual es el Botafogo de la Serie A. 

## Clubes
| Club     | País     | Año         |
| -------- | -------- | ----------- |
| Santa Fe | Colombia | 2011 - 2012 |
| Botafogo | Brasil   | 2013 -      |

## Palmarés

### Campeonatos nacionales
| Título          | Club     | País     | Año  |
| --------------- | -------- | -------- | ---- |
| Torneo Apertura | Santa Fe | Colombia | 2012 |